# Давиташвили, Георгий Михайлович
Гео́ргий Миха́йлович Давиташви́ли (груз. გიორგი მიხეილის ძე დავითაშვილი; 1893—1966) — грузинский советский актёр, Народный артист Грузинской ССР (1934), лауреат Сталинской премии (1946).

## Биография
Родился 15 (27) февраля 1893 года в Баку.
Театральное образование получил в школе сценического искусства А. Петровского в Петербурге в 1913—1915 гг. С 1915 по 1920 работал на русской сцене (Таганрог, Баку, Владикавказ, Батум). С 1920 г. на грузинской сцене, вступив в Тбилисском драматическом театре. Снимался в кино.

## Награды
- народный артист Грузинской ССР (1934)
- орден Ленина (1950)
- орден Трудового Красного Знамени (05.09.1936) — «за выдающиеся заслуги в деле развития грузинского театрального искусства»
- орден «Знак Почёта» (17.04.1958)
- сталинская премия (1946)

## Творчество

### Основные роли в театре
- 1922 — «Овечий источник» Лопе де Вега — Фрондозо
- 1923 — «Герой» Синга — Кристи Мегон
- 1925 — «Гамлет» Шекспира — Гамлет
- 1926 — «Ламара» по Важе-Пшавеле — Миндия
- 1928 — «Разлом» Б. А. Лавренёва — фон Штубе
- 1931 — «Тетнульд» Ш. Дадиани — Гелахсан
- 1936 — «Арсен» C. Шаншиашвили — Заал
- 1937 — «Алькасар» Мдивани — Гарсиа Лорка
- 1941 — «Профессор Мамлок» Ф. Вольфа — профессор Мамлок
- 1942 — «Родина» Эристави — Химшиашвили
- 1940 — «Богдан Хмельницкий» А. Е. Корнейчука — Богдан Хмельницкий
- 1945 — «Хевибери Гоча» Казбеги — Онисе
- 1946 — «Великий государь» Соловьёва — Годунов (за эту роль удостоен Сталинской премии в 1946 году)
- 1947 — «Начальник станции» Мосашвили — Секретарь райкома
- 1951 — «Враги» А. М. Горького — Захар Бардин
- 1953 — «Измена» Сумбатова-Южина — Отарбек

### Фильмография
- 1921 — Арсен Джорджиашвили
- 1922 — Сурамская крепость
- 1922 — Исповедник — Онисе
- 1926 — Княжна Мери — Грушницкий
- 1926 — Дина Дза-дзу
- 1942 — Неуловимый Ян — профессор
- 1943 — Георгий Саакадзе — католикос Грузинской православной церкви
- 1946 — Давид Гурамишвили — Саба Сулхан Орбелиани
- 1956 — Наш двор
- 1957 — Судьба женщины
- 1957 — Отарова вдова